# NGC 4725
NGC 4725 (другие обозначения — UGC 7989, MCG 4-30-22, ZWG 129.27, KUG 1247+257B, IRAS12478+2545, PGC 43451) — спиральная галактика с перемычкой в созвездии Волосы Вероники. Находится на расстоянии около 40 миллионов световых лет от Земли. NGC 4725 является сейфертовской галактикой, предполагается наличие активного галактического ядра, содержащего сверхмассивную чёрную дыру. Галактика является самым ярким представителем группы галактик Волосы Вероники I.
Этот объект входит в число перечисленных в оригинальной редакции «Нового общего каталога».
В галактике вспыхнули сверхновые SN 1940B, SN 1969H, SN 1999gs. Их пиковые видимые звёздные величины составили 12.8, 15.0, 19,3 соответственно. На фоне галактики вспыхнула сверхновая SN 1987E